# Mike Brahim
Isaac Michel Kalil (Mike) Brahim (Nickerie, 28 oktober 1928 – Paramaribo, 28 oktober 2015) was een Surinaams politicus van Libanese afkomst.
Na de Paulusschool ging hij naar Nederland waar hij zijn hbs-diploma haalde en vervolgens studeerde hij geologie aan de Technische Hogeschool Delft. Na daar in 1964 te zijn afgestudeerd kon hij dankzij een beurs zijn studie voortzetten aan het Institut français du pétrole (IFP) in Rueil-Malmaison (Frankrijk). Terug in Suriname doceerde hij vakken als wis- en natuurkunde op onder andere het Vrije Atheneum. In 1973 werd Brahim namens de rooms-katholieke Progressieve Surinaamse Volkspartij (PSV) minister van Volksgezondheid in het eerste kabinet van premier Arron. Vier jaar later bleef hij in het nieuwe kabinet aan op hetzelfde ministerie. In die periode werd de Algemeen Ziektenkosten Verzekering-wet (AZV; later Staats Zieken Fonds) aangenomen. In februari 1980 kwam een einde aan dat ministerschap door de Sergeantencoup onder leiding van Desi Bouterse. Brahim werd kort na die coup vastgezet. Na zijn vrijlating vertrok hij naar Nederland, maar uiteindelijk is hij toch weer naar Suriname teruggekeerd.
Hij overleed op de dag dat hij 87 jaar werd.